# Krupaja
Krupaja (cyr. Крупаја) – wieś w Serbii, w okręgu braniczewskim, w gminie Žagubica. W 2011 roku liczyła 534 mieszkańców.